# ریکاردو گارسیا
ریکاردو برمودز گارسیا (به انگلیسی: Ricardo Bermudez Garcia) معروف به ریکاردینهو (زاده ۱۳ اکتبر ۱۹۷۵ در سائوپائولو) بازیکن والیبال اهل برزیل و عضو سابق تیم ملی والیبال برزیل است. گارسیا از بازیکن های مؤثر تیم ملی برزیل از سال ۲۰۰۳ تا ۲۰۰۷ بوده است، او مدتی از تیم ملی کنار رفت اما در المپیک ۲۰۱۲ لندن بازگشت و در این المپیک از تیم ملی خداحافظی کرد. ریکاردو با برزیل در پنج لیگ جهانی مادرید، رم، بلگراد، مسکو، کاتوویتس و بلو هوریزونته به قهرمانی رسید. گارسیا در المپیک ۲۰۰۴ مدال طلا را به گردن آویخت و در آخرین حضور خود در تیم ملی برزیل در المپیک ۲۰۱۲ مدال نقره را کسب نمود. او یک قهرمانی جام جهانی ۲۰۰۳ نیز در کارنامه خود دارد. گارسیا در رده باشگاهی نیز با سوزانو یک قهرمانی سوپر لیگ برزیل را به دست آورده است.